# Eurhadina rutilans
Eurhadina rutilans är en insektsart som beskrevs av Hu och Kuoh 1991. Eurhadina rutilans ingår i släktet Eurhadina och familjen dvärgstritar. Inga underarter finns listade i Catalogue of Life.